# Candezea bicostata
Candezea bicostata es un coleóptero de la familia Chrysomelidae.
Fue descrita científicamente por primera vez en 1907 por Weise.